# Mafia irlandesa
La Mafia irlandesa (En inglés, Irish Mob) es la banda de crimen organizado más antigua  de los Estados Unidos (junto a Mafia Mexicana y Latín Kings), ya que se tiene constancia de ellos desde principios del siglo XIX. La mafia irlandesa ha aparecido en la mayoría de las principales ciudades de Estados Unidos, incluyendo Boston, Nueva York, Filadelfia, Chicago, Minneapolis–Saint Paul y Nueva Orleans, entre otros. Fuera de Irlanda en sí, Canadá, Australia y Gran Bretaña también tienen historias de la actividad de pandillas irlandesas.

## Estados Unidos

### Nueva York

#### Pre-prohibición
Las pandillas callejeras irlando-estadounidenses, como los Dead Rabbits y los Whyos dominaron el bajo mundo de Nueva York durante más de un siglo antes de enfrentarse a la competencia de otras organizaciones criminales, sobre todo cuando a finales del siglo XIX comenzaron a llegar las primeras grandes migraciones a la ciudad, especialmente italianos (sicilianos) y judíos, durante los años 1880 y 1890. Aunque los líderes de pandillas como Paul Kelly del grupo Five Points Gang se elevarían a la fama durante la década del 1900. Las otras dos bandas más importantes de la ciudad eran los Hudson Dusters y los Gopher Gangs. Las tres seguirían siendo rivales durante muchos años, pese a la llegada de la mafia italiana y la Cosa Nostra.
A principios de 1900, con la llegada de las organizaciones criminales italianas, como la familia Morello, invadiendo la línea de costa, varias bandas irlandesas se unieron para formar la White Hand Gang. Aunque inicialmente tuvo éxito en mantener a sus rivales italianos en la bahía, el liderazgo inestable y las luchas internas probarían su caída. Los asesinatos de Dinny Meehan, Bill Lovett y Richard Lonergan llevó a la desaparición de la banda en 1925. Y la costa fue tomada por los mafiosos italianos Vincent Mangano, Albert Anastasia y Joe Adonis.

#### Prohibición
Durante los primeros años de la Prohibición, "Big" Bill Dwyer surgió entre muchos en los bajos fondos de Nueva York como un contrabandista líder. Sin embargo, tras su detención y juicio por violación de la Ley Volstead durante 1925 y 1926, los exsocios de Dwyer se dividen entre Owney "The Killer" Madden, un exjefe de la Gopher Gang, y Frank Costello, que luchó contra otros mafiosos italianos e irlandeses para hacerse con la supremacía de la organización.

#### The Westies
En la guerra entre las mafias italiana e irlandesa en la década de los años 70, los irlandeses se aliaron con la familia Genovese. No obstante, Mickey Spillane, líder de la mafia irlandesa, se negó a cooperar de parte de los italianos. Aunque los mafiosos italianos superaron en gran medida a los miembros de la mafia irlandesa, Spillane consiguió vencer a la mafia italiana para controlar el centro de convenciones. Los italianos, frustrados y avergonzados por su derrota ante Spillane, respondieron mediante la contratación de un asesino a sueldo irlandés llamado Joseph "Mad Dog" Sullivan, para asesinar a Tom Devaney, Eddie "the Butcher" Cummiskey y Tom "the Greek" Kapatos, tres de los principales lugartenientes de Spillane.
También por esta época, una lucha de poder surgió entre Mickey Spillane y James Coonan, un advenedizo más joven de Hell´s Kitchen. En 1977, Spillane fue asesinado en una lluvia de balas por asesinos de la familia mafiosa Genovese.  Esto llevó a Coonan para formar una alianza con Roy DeMeo de la familia criminal Gambino. Los Genovese decidieron que los Westies eran demasiado violentos y bien llevado a ir a la guerra y negociaron una tregua a través de los Gambino.